# Janaina Lima
Janaina Lima, pseudonimo di Janaina Neves Pereira Lima (San Paolo, 21 febbraio 1978), è una cantante e ballerina brasiliana.
Interprete dei generi Drum and bass e Bossa nova è l'attuale cantante del gruppo Kaleido, con la quale ha pubblicato 4 album: Tem que valer, Kaleido - New Session, The Best Love e Brasilian Rave. Ha pubblicato anche un album da solista, verso l'inizio del 2010, dal nome Me Leva Com Você (In italiano " portami con te "). È sposata con il batterista della band, Jacques Monastier. Fa parte dello staff del programma Ìdolos Kids, in Brasile.